# Меймі Сеніза
Меймі Сеніза (англ. Mamie Ceniza; нар. 10 травня 1970) — колишня американська тенісистка.
Найвищу одиночну позицію світового рейтингу — 307 місце досягла 19 вересня, 1994, парну — 218 місце — 31 січня, 1994 року.
Здобула 2 парні титули.

## Фінали ITF
| Легенда         |
| --------------- |
| Турніри $25,000 |
| Турніри $10,000 |

### Парний розряд: 6 (2–4)
| Результат | Ранг | Дата           | Турнір             | Покриття | Партнерка        | Суперниці                        | Рахунок       |
| --------- | ---- | -------------- | ------------------ | -------- | ---------------- | -------------------------------- | ------------- |
| Поразка   | 1.   | 20 серпня 1989 | ITF Чатем, США     | Тверде   | Стелла Сампрас   | Вінченца Прокаччі Кеті Фоксворт  | 3–6, 4–6      |
| Перемога  | 1.   | 5 липня 1992   | ITF Коламбія, США  | Тверде   | Shawn McCarthy   | Джилл Крейбас Келлі Пейс-Вілсон  | 6–2, 6–4      |
| Поразка   | 2.   | 1 лютого 1993  | ITF Мідленд, США   | Тверде   | Керолайн Ділайл  | Мередіт Макґрат Патті Фендік     | 6–7(5), 2–6   |
| Поразка   | 3.   | 3 жовтня 1993  | ITF Мідленд, США   | Тверде   | Камілл Бенджамін | Гезер Ладлофф Теммі Віттінгтон   | 6–4, 3–6, 3–6 |
| Перемога  | 2.   | 17 січня 1994  | ITF Мак-Аллен, США | Тверде   | Марезе Жубер     | Tonya Evans Елені Россайдс       | 7–6(2), 6–2   |
| Поразка   | 4.   | 24 січня 1994  | ITF Остін, США     | Тверде   | Марезе Жубер     | Софі Ам'яш Трейсі Мортон-Роджерс | 6–7, 6–7      |